# Siminicea
Siminicea là một xã thuộc hạt Suceava, România. Dân số thời điểm năm 2002 là 3126 người.